# 張利鎮
張 利鎮（チャン・イジン、1917年10月28日 - ）は、朝鮮半島出身のバスケットボール選手・指導者。
1936年ベルリンオリンピックには日本代表として、1948年ロンドンオリンピックには韓国代表として出場している。

## 経歴
平壌生まれ。延禧専門学校（現在の延世大学校）のバスケットボール部で活躍。1936年の全日本選手権では朝鮮代表（延禧専門学校）として出場し、優勝した。1936年ベルリンオリンピックには日本代表選手の一人として出場した。この時の日本代表チームには、張利鎮を含む3人の朝鮮人選手が参加していた。ほかの2人も全日本選手権優勝メンバーで、李性求（延禧専門学校OB）・廉殷鉉（延禧専門学校学生）である。
延禧専門学校卒業後は、立教大学経済学部に進学し、1941年に卒業した。
1948年ロンドンオリンピックには、韓国代表として出場した。1954年にはアジア選手権大会にも出場している。
張利鎮は大韓民国海兵隊に入隊し、海兵隊にバスケットボール部を創設している。バスケットボール部には、民間の有力選手を公務員として雇用し育成することで、韓国のバスケットボールをリードする役割が担わされた。1955年、張利鎮がコーチを務める韓国海兵隊チームは、来韓したアメリカの大学選抜チームに対して勝利を収めた。張利鎮の階級は、最終的に中佐にまで進んだ。
1960年には韓国商業銀行の女子バスケットボールチームのコーチを務めた。1964年には第一銀行の女子バスケットボールチームのコーチを務めた。1967年の第5回女子バスケットボール世界選手権（プラハ）では韓国チームの監督を務め、銀メダルを獲得するなど、名監督として定評があった。
1969年ごろにバスケットボール界を引退。1974年に記された中央日報への寄稿では、韓国バスケットボール界の低迷や組織運営の問題などについて、意見を述べている。その後、年度は不明ながら韓国外に移民したことが伝えられている。